# Каталог Лакайля
Каталог Лакайля или Каталог звёзд южного неба (лат. Coelum Australe Stelliferum) — астрономический каталог объектов южного полушария неба, составленный французским астрономом Лакайлем в период с 1750 по 1754 гг. и опубликованный в 1763 г. Каталог содержал около 10 тысяч звёзд южного неба, 42 туманности и 14 новых созвездий, введенных Лакайлем. Пример обозначения звезды в этом каталоге — Lacaille 9352 (Лакайль 9352).